# بركاشت ياورزادة (كوركا)
برکاشت یاورزادة (بالفارسية: پرکاپشت یاورزاده) هي قرية تقع في إيران في قسم كورکا الريفي. يقدر عدد سكانها بـ 617 نسمة بحسب إحصاء 2016.